# Albert-Émile Roussy
Pour les articles homonymes, voir Roussy.
Albert-Émile Roussy, né à Genève en 1894 et mort en décembre 1955, est un historien et professeur genevois.

## Biographie
Albert-Émile Roussy effectue ses études au Collège de Genève, puis à la Faculté des Lettres de l'Université de Genève. À 23 ans, il retourne au Collège de Genève pour enseigner. En 1938, il est nommé doyen de la division inférieure du Collège. Il est à l'origine de la rénovation des Promotions civiques qui fêtent la majorité des jeunes citoyennes et citoyens genevois.
Sa carrière militaire l'amène au grade de capitaine d'infanterie durant la Seconde Guerre mondiale, nommé à la tête des Services complémentaires qui s'occupent d'une centaine de camps de réfugiés.
Membre de la Société des officiers, il préside la société pour la commémoration du 11 novembre, cérémonie du souvenir pour les soldats genevois morts pendant la guerre dont il est l'initiateur et qui se déroule toujours chaque année au Parc Mon Repos à Genève.
En 1942, il organise un cortège pour le bimillénaire de Genève (mention de la ville par Jules César en 58 av. J.-C.).
En outre, il fut président de la Compagnie de 1602 de 1936 à 1953 et fondateur du Bulletin de l’Escalade de cette association en 1927. Fernand Basso lui succède à la tête de la Compagnie en 1953.

## Œuvres
- Souvenir de la Commémoration du Xe Anniversaire de la Mobilisation organisée par les Sociétés militaires et patriotiques du Canton de Genève et Programme Officiel: 16-17 août 1924, avec Fernand Aubert et Charles Gos, éd. Sonor, 1924, 64 pages.
- La commémoration de l'escalade, in Revue civique mensuelle Pro Helvétia, no 11, janvier 1932.
- Vocabulaire latin : Choix de mots, éd. H. Studer, 1934, 74 pages
- Les bords du lac Léman: Guide historique et pittoresque, éd. H. Studer, 1936, 82 pages
- La restauration genevoise, éd. J. Abresol, 1936, 8 pages
- L'Escalade: évocation dramatique et musicale pour la Compagnie de 1602 et le Chant sacré, éd. Compagnie de 1602, 1936
- Vieux logis de vieux régents: Notice historique et guide pour le musée du Vieux-Collège de Genève contenant un plan, seconde édition, 1937, 14 pages.
- Genève: 2000 ans d'histoire : 58 av. J.-C. - 1942, éd. Imprimeries Réunies, 1942., 16 pages
- Technique de l'alpinisme, avec Emil Kern, ed. Club Alpin Suisse, 1948, 95 pages
- Ce fut l'an mil six cent et deux : récit d'Escalade, avec Édouard Elzingre, éd. de la Coulouvrenière, 1952
- Le Collège de Genève de 1558 à 1562, 1953, 80 pages.